# Insediamento di tipo urbano

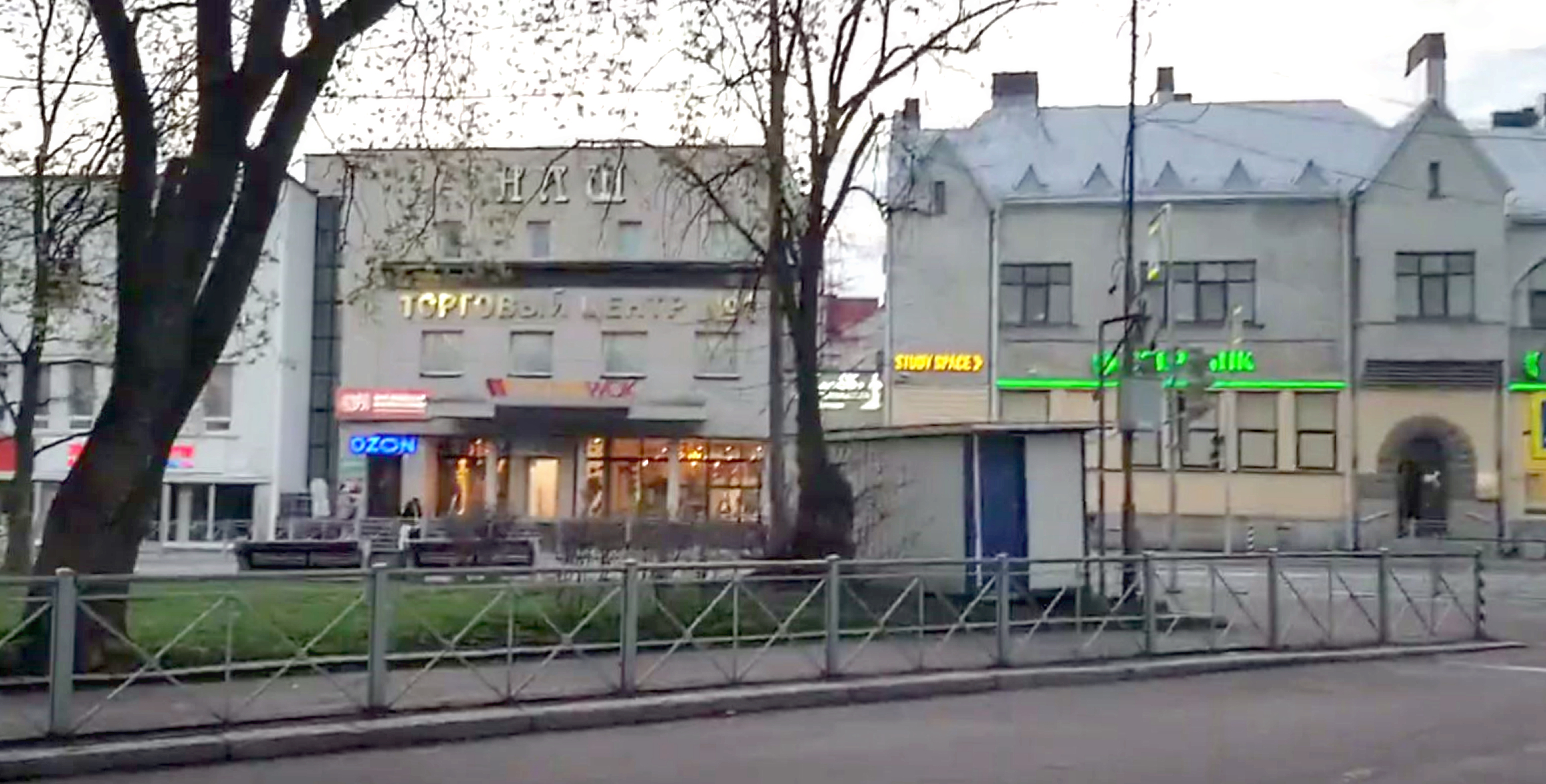
Struttura urbana al centro della città di Sortavala nella Repubblica di Carelia in Russia

Insediamenti di tipo urbano (in russo посёлок городско́го ти́па?, posyolok gorodskogo tipa; in ucraino селище міського типу?, selyshche mis'koho typu; in bielorusso пасёлак гарадскога тыпу?, pasiolak haradskoha typu; in polacco osiedle typu miejskiego; in bulgaro селище от градски тип?, selishte ot gradski tip; in romeno așezare de tip orășenesc) è una designazione ufficiale per un insediamento semiurbano (precedentemente chiamato "città"), utilizzata in diversi paesi dell'Europa orientale. Il termine è stato storicamente utilizzato in Bulgaria, Polonia e Unione Sovietica e rimane in uso oggi in 10 degli stati post-sovietici.
La designazione è stata utilizzata in tutte le 15 repubbliche membri dell'Unione Sovietica dal 1922, quando ha sostituito una serie di termini che avrebbero potuto essere tradotti dal termine "città" in russo "posad", in ucraino "містечко (mistechko)", in bielorusso "мястэчка (miastečka)" (gli ultimi due sono diminutivi di "місто" in ucraino e "места" in bielorusso, corrispondentemente, in modo simile a "miasteczko" in polacco che significa "piccola città" essendo derivato dal polacco "miasto" e altri).
La denominazione fu introdotta successivamente in Polonia (1954) e Bulgaria (1964). Tutti gli insediamenti di tipo urbano in Polonia sono stati ridenominati in altro modo (città o villaggio) nel 1972, mentre in Bulgaria e in cinque delle repubbliche post-sovietiche (Armenia, Moldavia e i tre Stati baltici), la definizione è stata abolita all'inizio degli anni '90, e in Ucraina nel 2023. Oggi questo termine è ancora usato in altre nove repubbliche post-sovietiche  Azerbaigian, Bielorussia, Kazakistan, Kirghizistan, Russia, Tagikistan, Turkmenistan e Uzbekistan.
La definizione di insediamento di tipo urbano differisce nel tempo e nei differenti paesi e spesso tra diverse suddivisioni di un singolo paese. Tuttavia, i criteri si concentrano generalmente sulla presenza di infrastrutture urbane o strutture turistiche per i residenti urbani.